# Umarsara
Umarsara è una suddivisione dell'India, classificata come census town, di 19.064 abitanti, situata nel distretto di Yavatmal, nello stato federato del Maharashtra. In base al numero di abitanti la città rientra nella classe IV (da 10.000 a 19.999 persone).

## Geografia fisica
La città è situata a 20° 22' 55 N e 78° 07' 50 E.

## Società

### Evoluzione demografica
Al censimento del 2001 la popolazione di Umarsara assommava a 19.064 persone, delle quali 10.045 maschi e 9.019 femmine. I bambini di età inferiore o uguale ai sei anni assommavano a 2.124, dei quali 1.164 maschi e 960 femmine. Infine, coloro che erano in grado di saper almeno leggere e scrivere erano 15.671, dei quali 8.644 maschi e 7.027 femmine.